# باكاري ديوب
باكاري ديوب (بالإسبانية: Bakari) (14 مارس 1988 بماتارو في إسبانيا - ) هو لاعب كرة قدم إسباني في مركز الهجوم. لعب مع إسبانيول وريال بلد الوليد ب وريال بلد الوليد ونادي أوسبيتاليت ونادي تشيرنو مور فارنا وإسبانيول ب وCE Premià ‏ وDeportivo Aragón ‏.

## روابط خارجية
- باكاري ديوب على موقع قاعدة بيانات كرة القدم.إي يو (الإنجليزية)
- باكاري ديوب على موقع ناشيونال فوتبول تيمز (الإنجليزية)
- باكاري ديوب على موقع Soccerway.com (الإنجليزية)